# 山梨英和中学校・高等学校

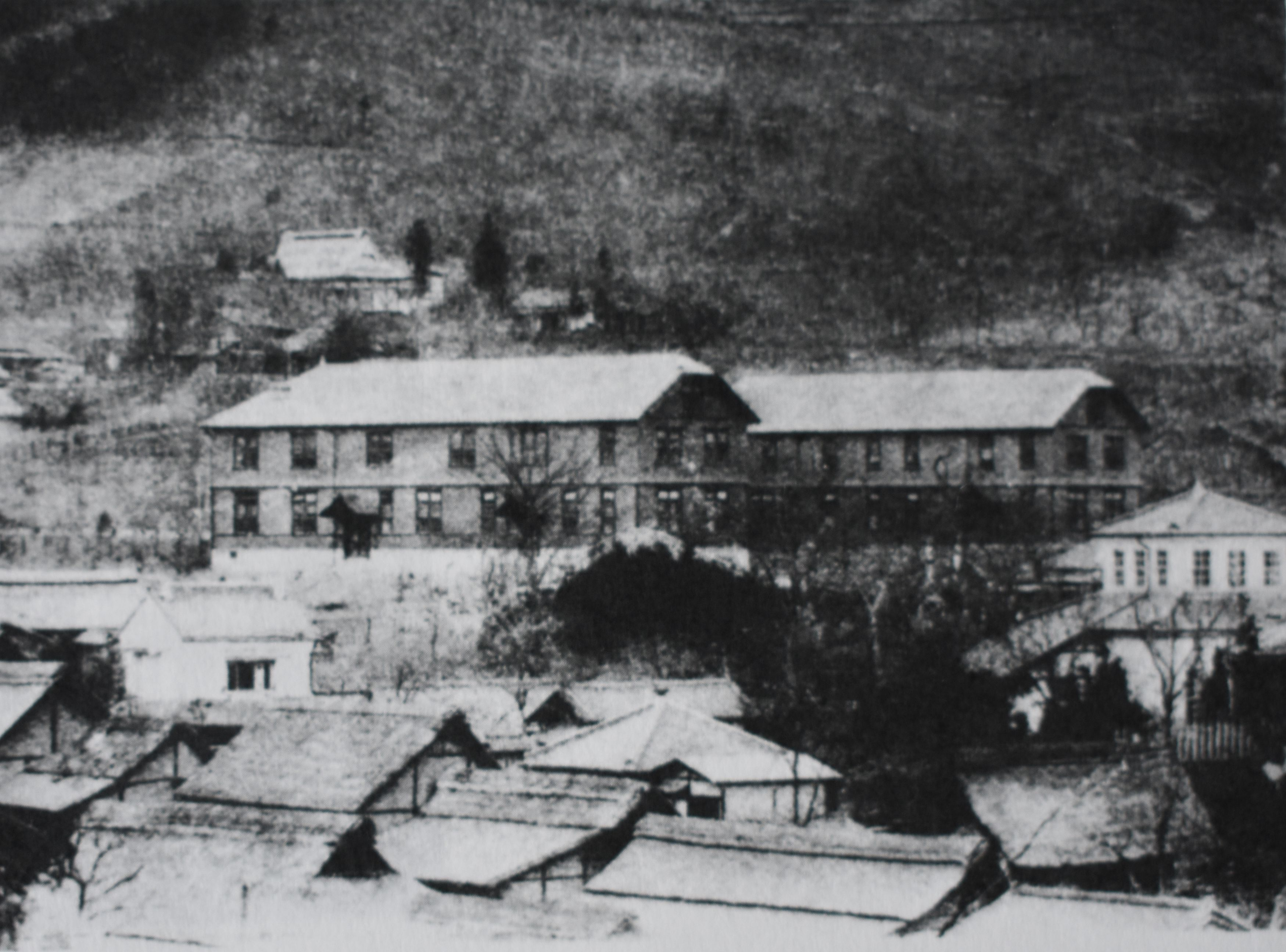
明治22年（1889年）開校当時の「山梨英和女学校」

山梨英和中学校・高等学校（やまなしえいわちゅうがっこう・こうとうがっこう）とは、山梨県甲府市愛宕町にある私立中学校・高等学校。キリスト教メソジスト派の女子中高一貫校である。

## 沿革
- 1889年6月1日 - 「山梨英和女学校」として認可設立[2]。設立者は甲府教会の浅尾長憲、堤江助、新海栄太郎、宮腰伸次郎と市川講義所の渡辺沢次郎[3]。最初の校舎は西山梨郡甲府太田町二十二番地の今井弥一郎の持ち家が用いられた[3]。初代校長はミス・ウィントミュート(S.A.Wintemute)、初代校主は新海栄太郎が務めた[3]。
- 1891年 - 新校舎が甲府市百石町に完成[2]。
- 1906年 - 現在の校地である甲府市愛宕町に新校舎が完成し移転[2]。
- 1928年 - グリンバンク校長によりセーラー服設定。現在に引き継がれる[2]。
- 1941年 - 校名を「山梨栄和女学校」に変更する[2]。
- 1943年 - 中等学校令により「山梨栄和高等女学校」とする[4]。
- 1947年 - 「山梨栄和中学校」（新制）を設置[2]。
- 1948年 - 「山梨栄和高等学校」（新制）を設置[2]。
- 1949年 - 「山梨栄和幼稚園」設立[2]。
- 1950年 - 「韮崎栄和幼稚園」設立[2]。
- 1958年 - 法人名を「学校法人山梨英和学院」に変更[2]。各設置学校名を創立以来の「英和」に改名する[4]。
- 1966年 - 「山梨英和短期大学」開学[2]。
- 1968年 - 「石和英和幼稚園」設立[2]。
- 1989年 - 創立100年記念式典挙行[2]。
- 1999年 - 創立110年記念式典挙行。
- 2002年 - 「山梨英和大学」開学[2]。
- 2003年 - 韓国梨花女子高等学校との姉妹校締結[2]。
- 2004年 - 中学にI.E.C.(英語強化クラス)設置 大学院人間文化研究科設置[2]。
- 2004年5月28日 「山梨英和短期大学」正式廃止。
- 2009年 - 創立120年記念式典挙行[2]。
- 2011年 - オーストラリアMentone Girls' Grammar Schoolと姉妹校締結[2]。
- 2012年 - ユネスコスクールに認定。ドイツA.B.von Stettensches Instituと姉妹校締結[2]。
- 2013年 - 文部科学省よりスーパーサイエンスハイスクール(SSH)に指定[2]

## 制服
現在の制服の原型は、第10代校長のグリンバンクが1928年に夏服として制定したセーラー服である。
- 冬服：セーラー服（エンジ色のシルクのリボン、紺の3本線）
- 夏服：セーラー服（ネイビーブルーのタイ、白の3本線）

（盛夏服：ポロシャツとオリジナルチェックのキュロットスカート）
- 共に襟に楓の校章を着用する。

なお、山梨県内の高校で女子の制服にセーラー服を指定しているのは本校のほかに都留高校と巨摩高校の3校のみである。

## 部活動
体育局
- バドミントン部
- バスケットボール部
- バレーボール部
- テニス部
- 水泳部
- 新体操部
- 剣道部

文化局
- 聖歌隊
- マンドリン部
- 美術部
- 語学部
- 演劇部
- 放送部
- 文芸部
- YWCAひまわり部

同好会
- 茶道同好会
- 自然科学同好会
- ダンス同好会

## 著名な関係者

### 教職員
- イザベラ・ブラックモーア - 1891年に赴任し、1892年～1894年に校長を務める。東洋英和女学校の第3代(1890-1891),第7代(1896-1900),第10代(1904-1912),第14代(1922-1925)校長[6]。
- マーサ・ジュリア・カートメル - 1894年に赴任。東洋英和女学校初代校長(1884-1885)[7]。
- メリー・エイダ・ロバートソン(Mary Ada Robbertson)宣教師 - 1897～1901,1906～1913,1914～1920年に校長を務める[8]。元静岡英和女学院第3代校長(1892-1896)[9]。
- 村岡花子 - 1914年に英語教師として赴任。後に翻訳家として『赤毛のアン』を刊行する。
- 雨宮敬作 - 日本人初の校長

### 出身者
- 中丸薫（国際ジャーナリスト）※中学のみ
- 高橋紀子（元女優）
- 秋山佐和子（歌人）
- 峰丘奈知（元宝塚歌劇団花組娘役）
- 太田真希（元秋田放送アナウンサー）
- 石渡真維（弁護士）※高校のみ
- 源由理子（明治大学副学長）
- 宮川典子（元衆議院議員）※中学のみ
- 三澤彩奈（ワイン醸造家）
- リボウィッツよし子（看護学者、元青森県立保健大学学長、元トーマス・ジェファーソン大学病院副看護部長）
- 輿水秀香（元競泳選手）
- 服部京子（実業家・フリーアナウンサー）
- 安田あとり（スポーツクライミング選手）※高校のみ

## アクセス
JR東日本中央本線・JR東海身延線甲府駅北口より徒歩7分。